# Aspalathus candidula
Aspalathus candidula är en ärtväxtart som beskrevs av Rolf Martin Theodor Dahlgren. Aspalathus candidula ingår i släktet Aspalathus och familjen ärtväxter. Inga underarter finns listade i Catalogue of Life.